# Еб и Фло
„Еб и Фло“(на английски: Ebb and Flo) е британски анимационен сериал от 2005 г. Времетраенето на всеки епизод от него е пет минути.

## Резюме
Фло е малко момиченце, живеещо с майка си на лодка на брега на морето. Заедно със своето куче Еб и своята патица на име Птичката Фло преживява много приключения.

## „Еб и Фло“ в България
В България сериалът се излъчва по телевизия Super7, но няма определен час на излъчване.
Озвучаващите актьори са Яна Атанасова и Станислав Пищалов.
Всички епизоди са събрани един след друг в едно DVD, издадено от А-Дизайн.
- 6. Рожденият ден
- 7. Смелата Еб
- 8. Колелото
- 9. Съперникът на Еб
- 10. Еб и малкото тюленче
- 11. Еб пиратското куче
- 12. Новата играчка на Еб
- 13. Еб кучето пазач
- 14. Хайде, Еб
- 15. Морското чудовище
- 16. Котенцето
- 17. Зимното палто
- 18. Кокалът
- 19. Готови, старт!
- 20. Еб знае
- 21. Еб кучето чудо
- 22. Еб и делфините
- 23. Ветровитият ден
- 24. Еб и новата лодка
- 25. Еб е на стража
- 26. Подаръкът